# Узбекский отрезной купон
Узбекский отрезной купон (узб. O‘zbekiston kesma kuponi / Ўзбекистон кесма купони) — отрезные купоны, отпечатанные на одном листе, использовались в Узбекистане в период с января 1992 года и до введения в действие сум-купона в ноябре 1993 года (до даты окончательной отмены, непродолжительное время применялись параллельно с сум-купоном), для сохранения и защиты внутреннего потребительского рынка и создания условий для реализации товаров только гражданам республики.
Использовались при реализации продуктов питания и непродовольственных товаров по купонам, как приложение к советскому и российскому рублю, в соотношении 1:1.

## История
Введены постановлением Кабинета Министров от 2 января 1992 года № 1 «О защите потребительского рынка Республики Узбекистан в 1992 году» с 10 января 1992 года. Ранее в постановлении Президиума Верховного Совета Республики Узбекистан и Кабинета Министров от 12 ноября 1991 года № 289 «О мерах по защите интересов республики и её населения в связи с либерализацией цен» указывалось о целесообразности введения купонов с 15 декабря 1991 года. В постановлении строго регламентировался порядок выдачи купонов населению и перечень потребительских товаров, подлежащий реализации по купонам. Выдавались купоны по месту основной работы, учебы, службы, получения пенсий, переводов отделениями связи и соответствующих банков.
Оплата купонами производилась одновременно с оплатой стоимости товаров рублями, путём отрезания эквивалентной суммы купонов с карточки. Предприятиям розничной торговли была предписана инкассация купонов вместе с выручкой, в соотношении определённом местными представительскими органами. Карточки с купонами выпускались в обращение с номинальной стоимостью бланка в 10, 25, 50, 100, 200 и 500 рублей. Период действия карточек, устанавливался сроком на 1 квартал. Впоследствии период действия карточек с купонами продлевался ежеквартально специальными постановлениями Кабинета Министров.
С 1 мая 1992 года были выпущены в обращение карточки нового образца. В 1 квартале 1993 года были введены в обращение карточки с купонами с номинальной стоимостью в 150, 200, 500, 1000 и 2000 рублей, а с 1 июня 1993 года с номинальной стоимостью в 3000 и 5000 рублей.
Отменены постановлением Кабинета Министров от 12 ноября 1993 года № 550 «О введении в действие на территории Республики Узбекистан „сум-купонов“ в качестве параллельного платежного средства» с 22 ноября 1993 года.

## Описание
Карточки с купонами печатались на газетной бумаге без водяных знаков на Издательско-полиграфическом концерне «Шарк». Купонные листы одного номинала, относящиеся к разным выпускам по кварталам, различались между собой цветовым оформлением. Основной фон купонного листа состоял из параллельных горизонтальных или диагональных полос с различным орнаментом. Купонные листы выпускались с номинальной стоимостью в 10, 25, 50, 100, 150, 200, 500, 1000, 2000, 3000 и 5000 рублей.
Купонные листы номиналом 10 и 25 рублей печатались на одном листе. Купонный лист номиналом 10 рублей состоял из 10 купонов по 1 рублю, купонный лист номиналом 25 рублей состоял из 10 купонов по 1 рублю и по одному купону в 5 и 10 рублей. На лицевой стороне каждого купона размещался текст из слов узб. «Ўзбекистон  Республикаси», «купони, номинал», «квартал». В правой части купонного листа, размещалась информация о номинале и организации, выдавшей купонный лист.
Купонные листы номиналом 50, 100, 200 и 500 рублей состояли из 28 купонов по 1, 3, 5, 10, 25, 50, 100, 200 рублей, в сочетании, зависящем от номинальной стоимости, купонные листы номиналом 3000 и 5000 рублей, состояли из 28 купонов по 10, 20, 40, 60, 100, 200, 300, 400, 500, 600 и 800 рублей. Центральная часть купонного листа, предназначалась для возврата по месту выдачи и содержала информацию о номинале и организации, выдавшей купонный лист. На лицевой стороне надпись узб. «Берилган жойга қайтаририлиши лозим» (Вернуть в место выдачи), узб. «Ўзбекистон  Республикаси», узб. «„номинал“ купонга карточка» (Карточка на «номинал» купонов), «квартал (в более поздних выпусках год)» (вертикальная надпись), в карточках нового образца добавлены строки узб. «Ташкилот номи» (Название организации), узб. «Фамилияси» (Фамилия), узб. «Ташкилот раҳбари» (Руководитель организации), узб. «Бош бухгалтери» (Главный бухгалтер), предназначенные для заполнения данными организации, выдавшей купонный лист.

## Галерея

### 1-й выпуск

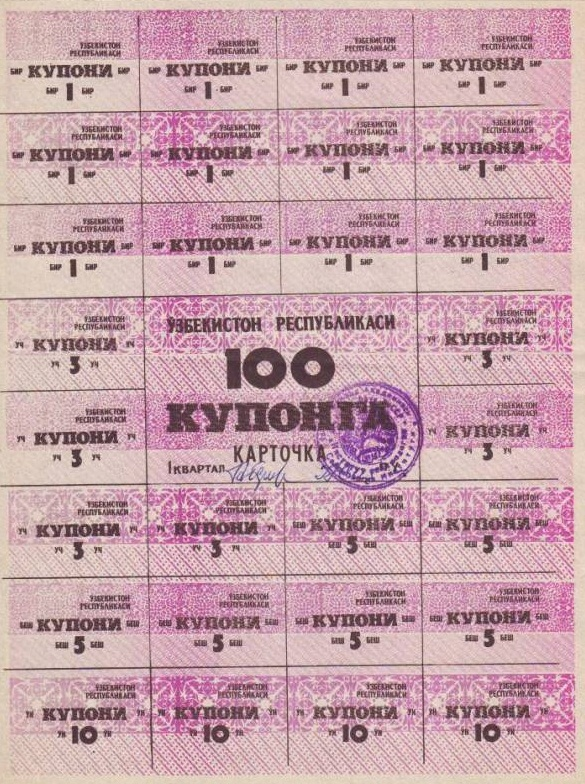
100 рублей, 1-й выпуск, 1-й квартал

### 10/25 рублей

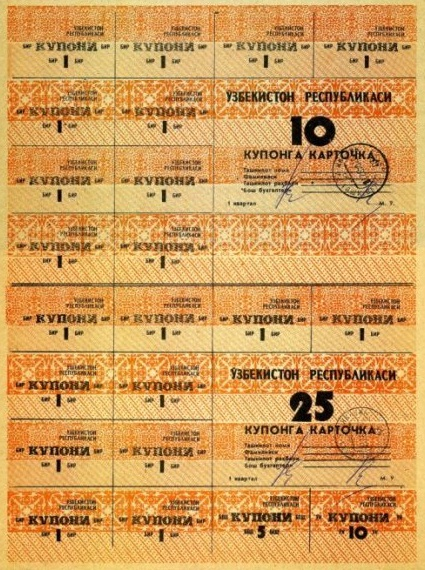
10/25 рублей, 2-й выпуск, 1-й квартал
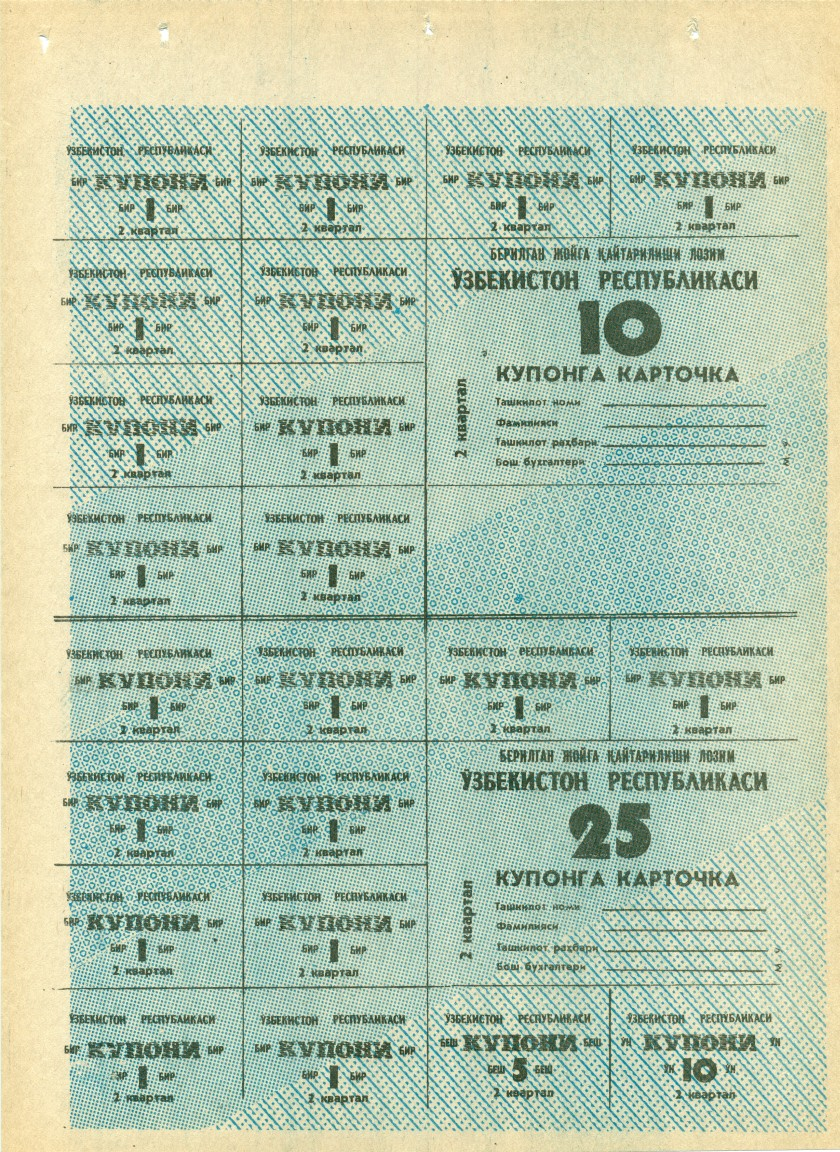
10/25 рублей, 2-й выпуск, 2-й квартал
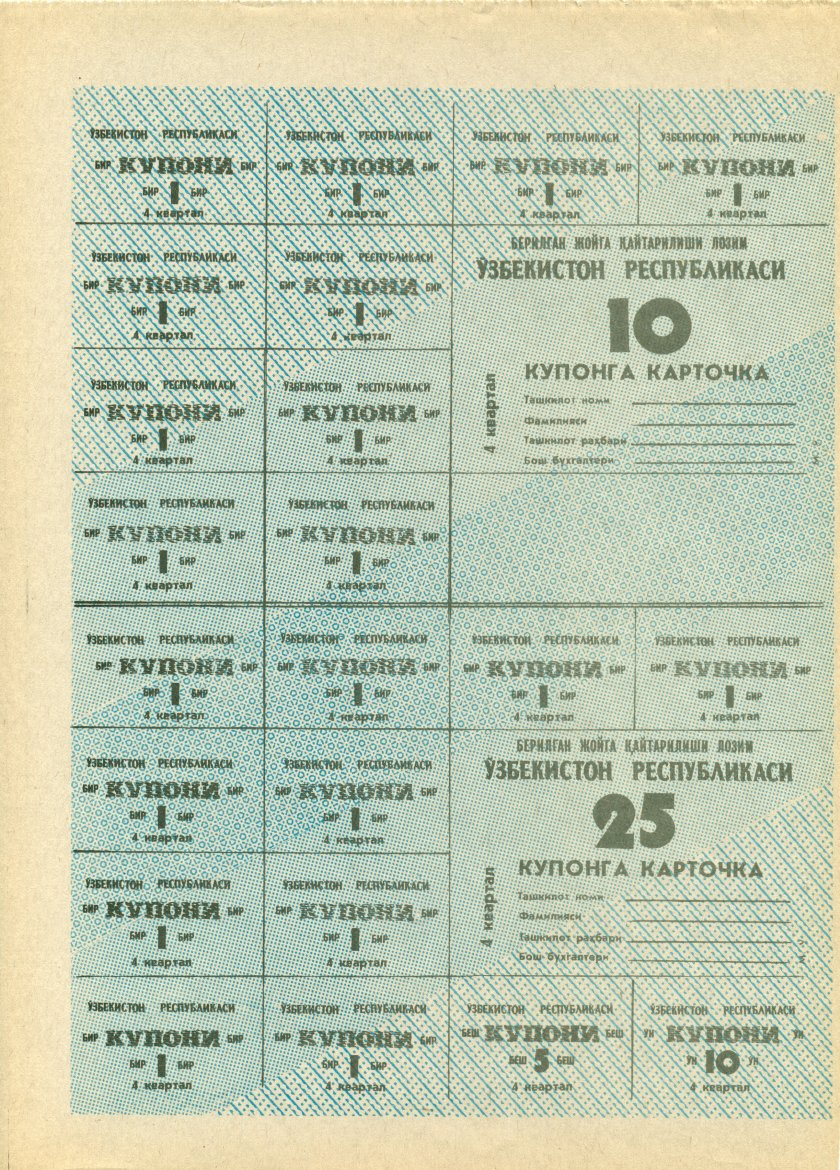
10/25 рублей, 2-й выпуск, 4-й квартал

### 50 рублей

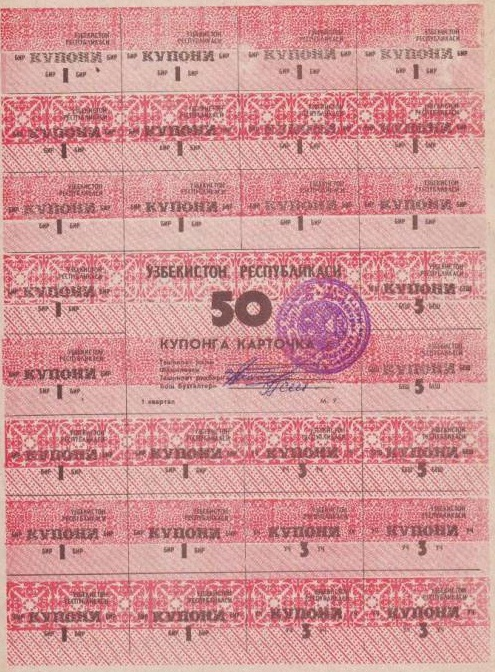
50 рублей, 2-й выпуск, 1-й квартал
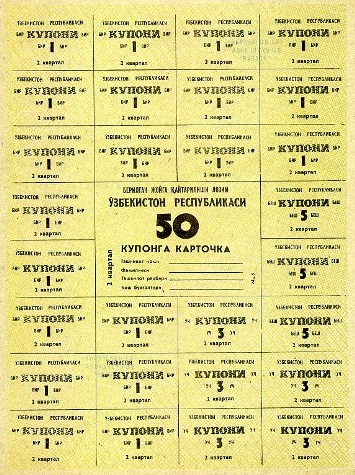
50 рублей, 2-й выпуск, 2-й квартал
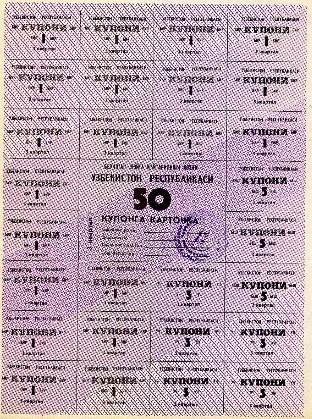
50 рублей, 2-й выпуск, 3-й квартал
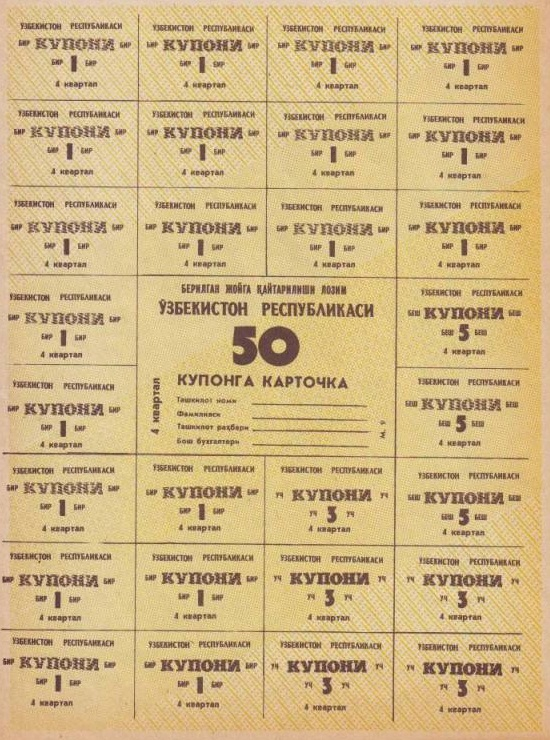
50 рублей, 2-й выпуск, 4-й квартал

### 100 рублей

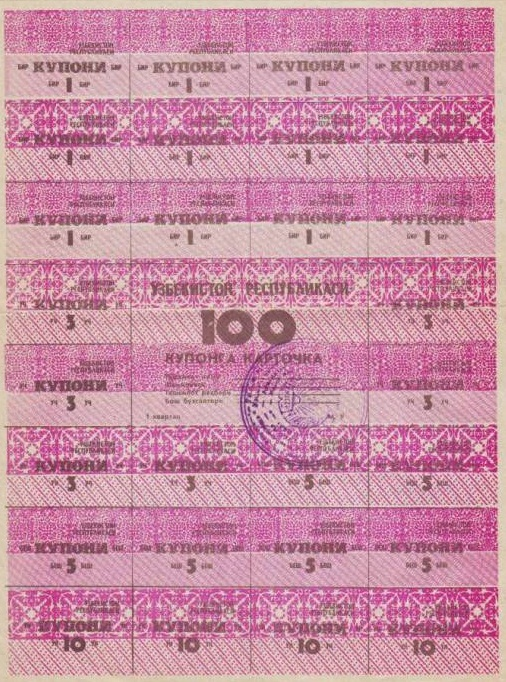
100 рублей, 2-й выпуск, 1-й квартал
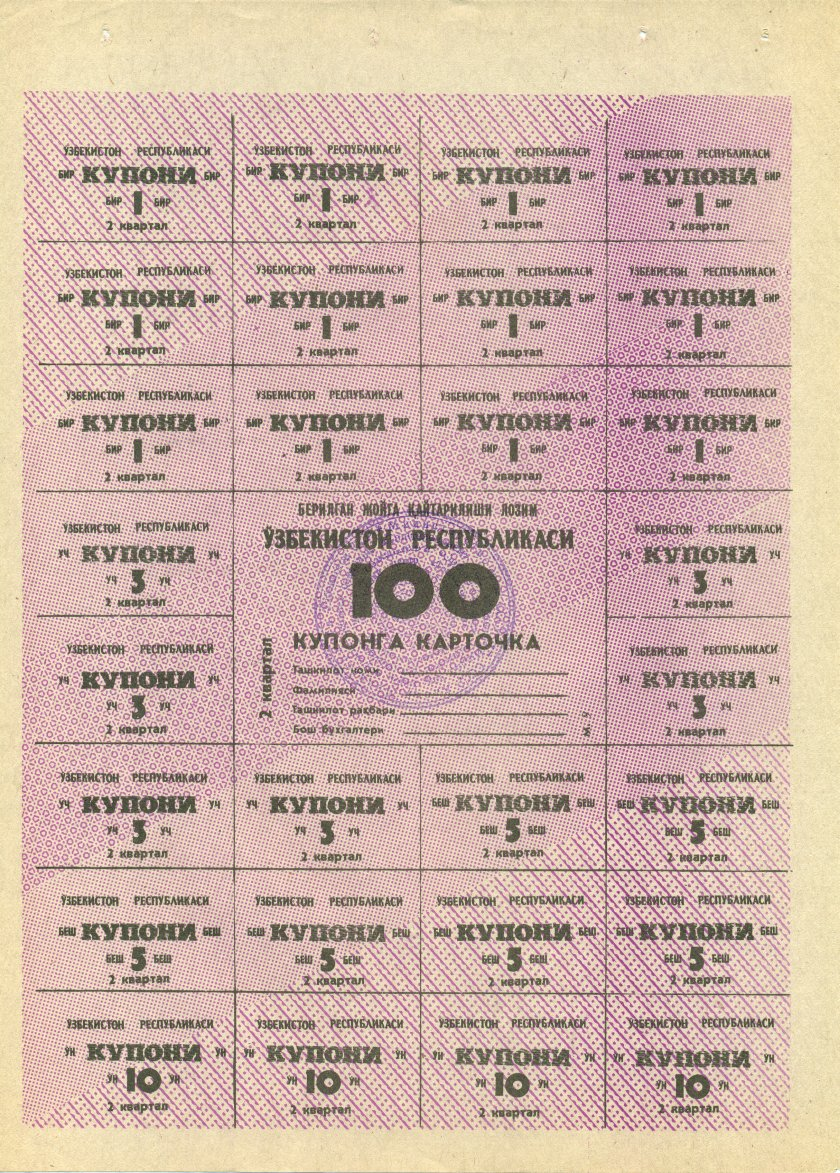
100 рублей, 2-й выпуск, 2-й квартал
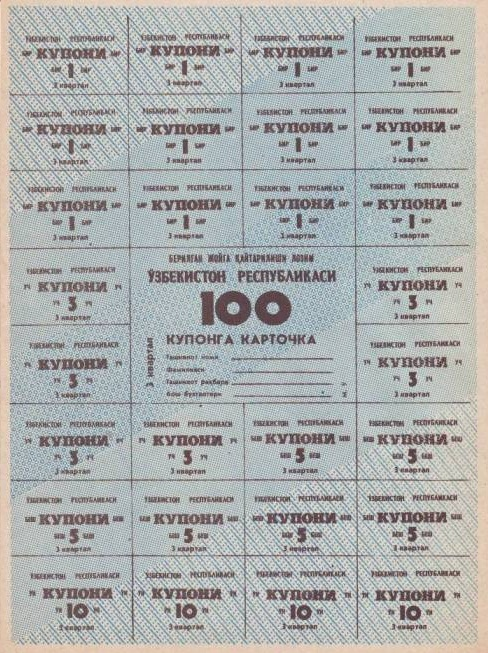
100 рублей, 2-й выпуск, 3-й квартал
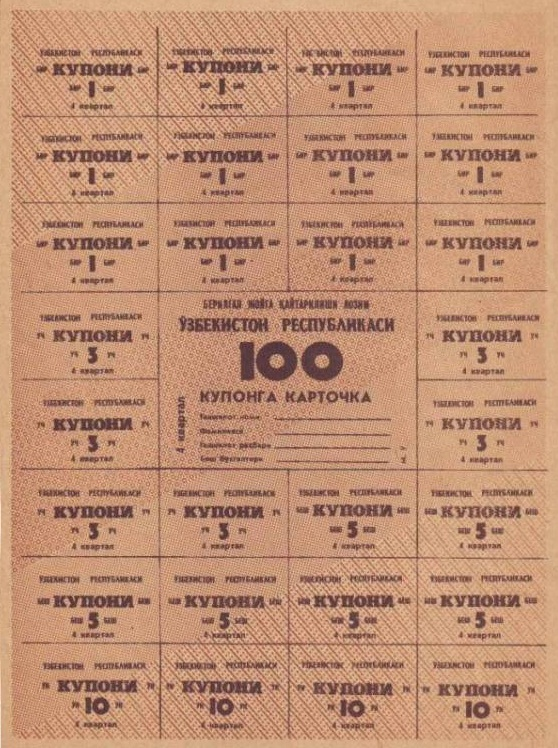
100 рублей, 2-й выпуск, 4-й квартал

### 200 рублей

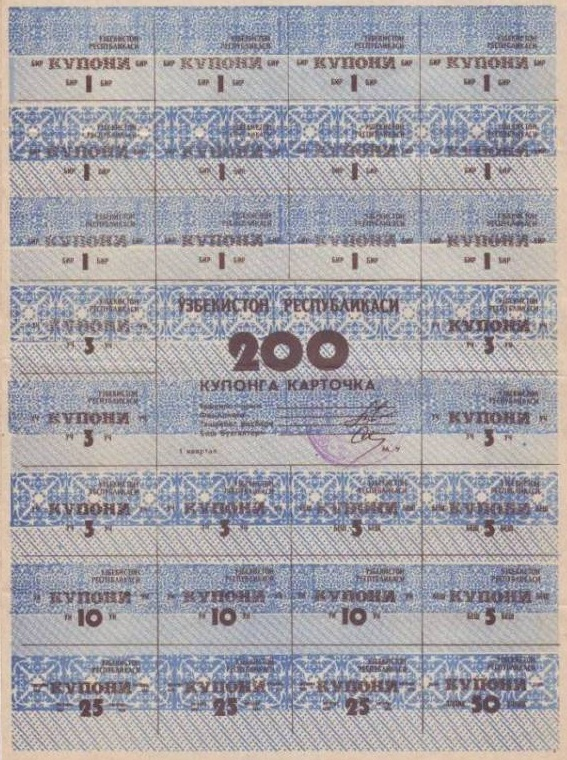
200 рублей, 2-й выпуск, 1-й квартал
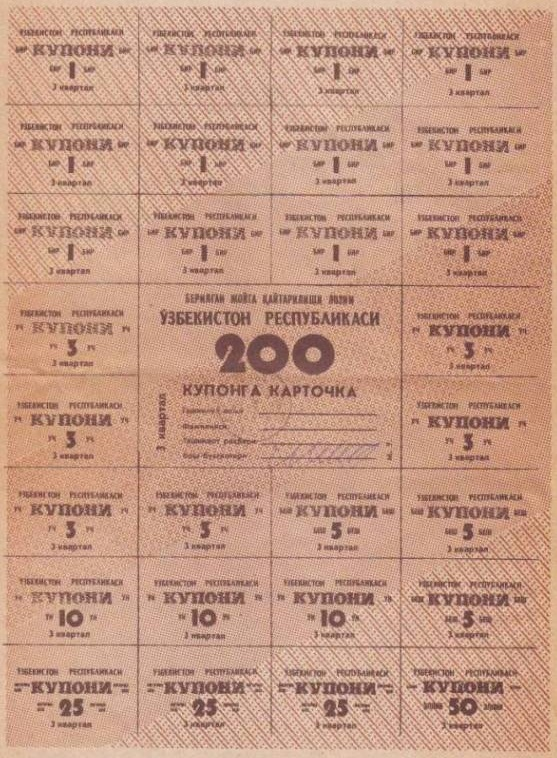
200 рублей, 2-й выпуск, 3-й квартал
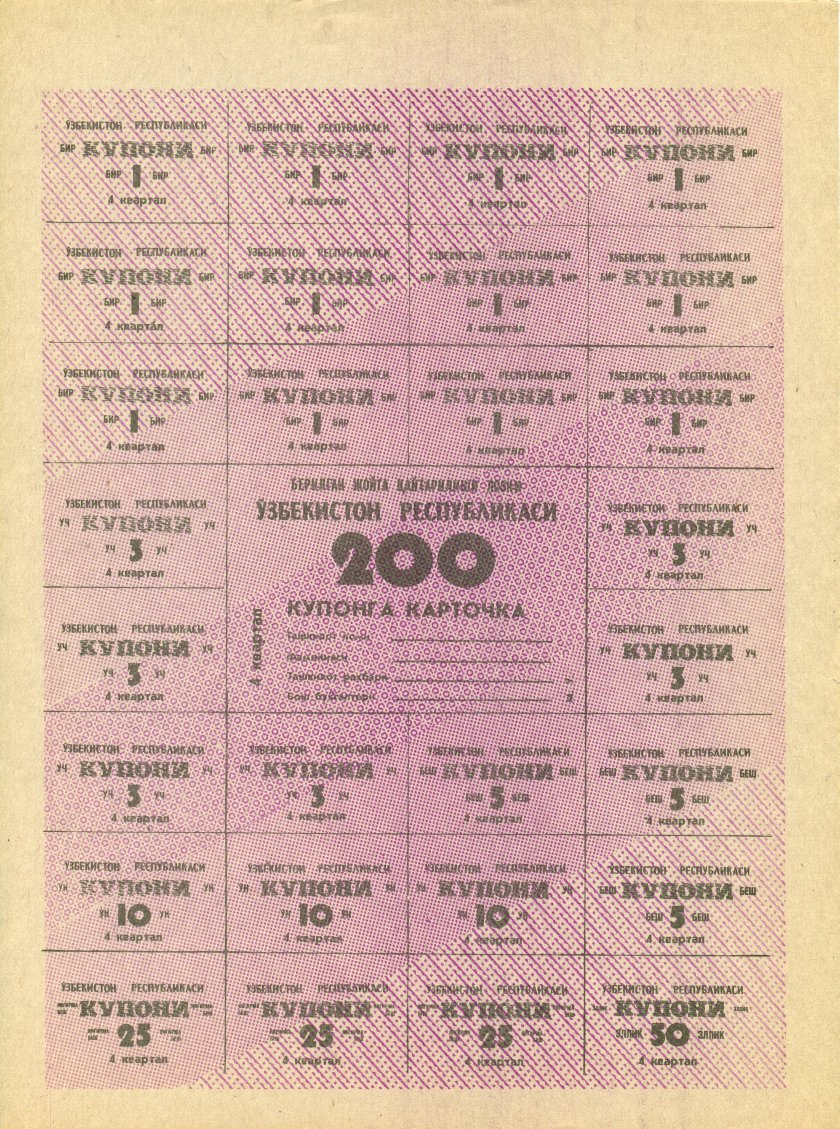
200 рублей, 2-й выпуск, 4-й квартал

### 500 рублей

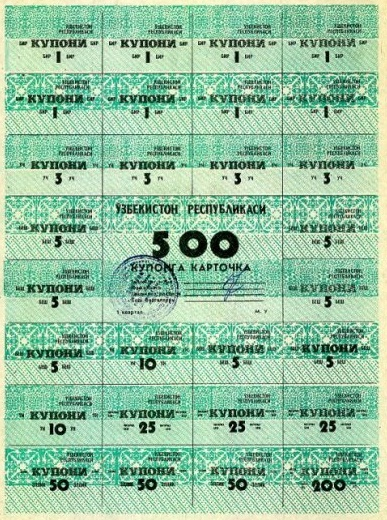
500 рублей, 2-й выпуск, 1-й квартал
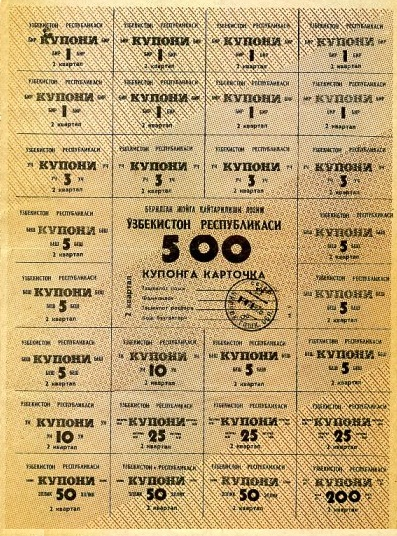
500 рублей, 2-й выпуск, 2-й квартал
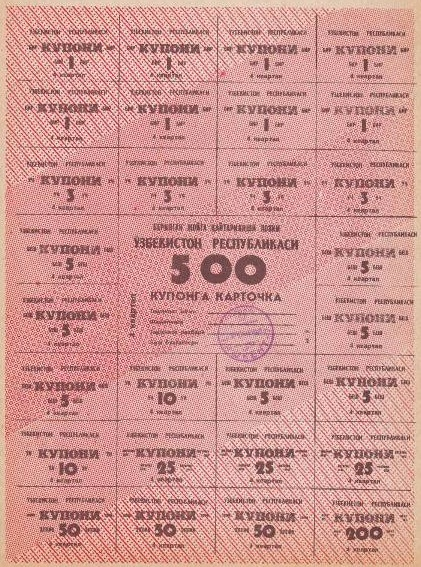
500 рублей, 2-й выпуск, 3-й квартал
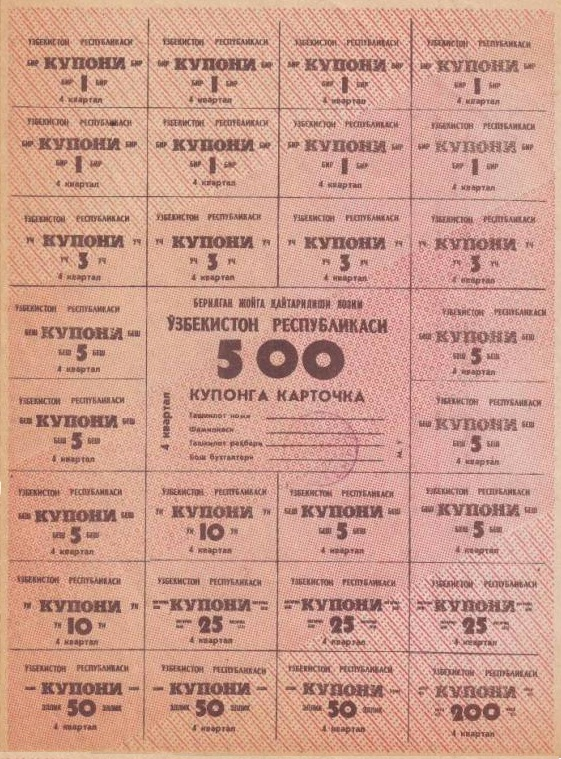
500 рублей, 2-й выпуск, 4-й квартал

### Выпуск 1993 года

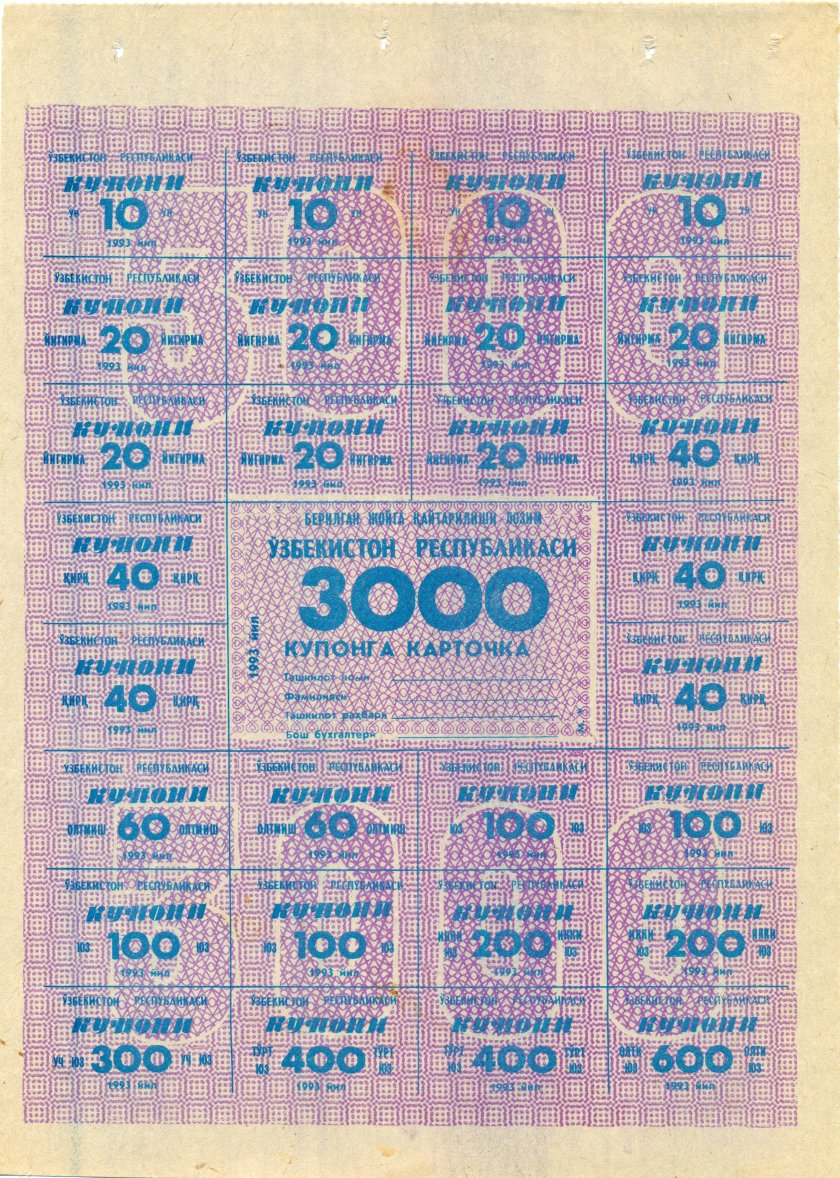
3000 рублей, 1993 год
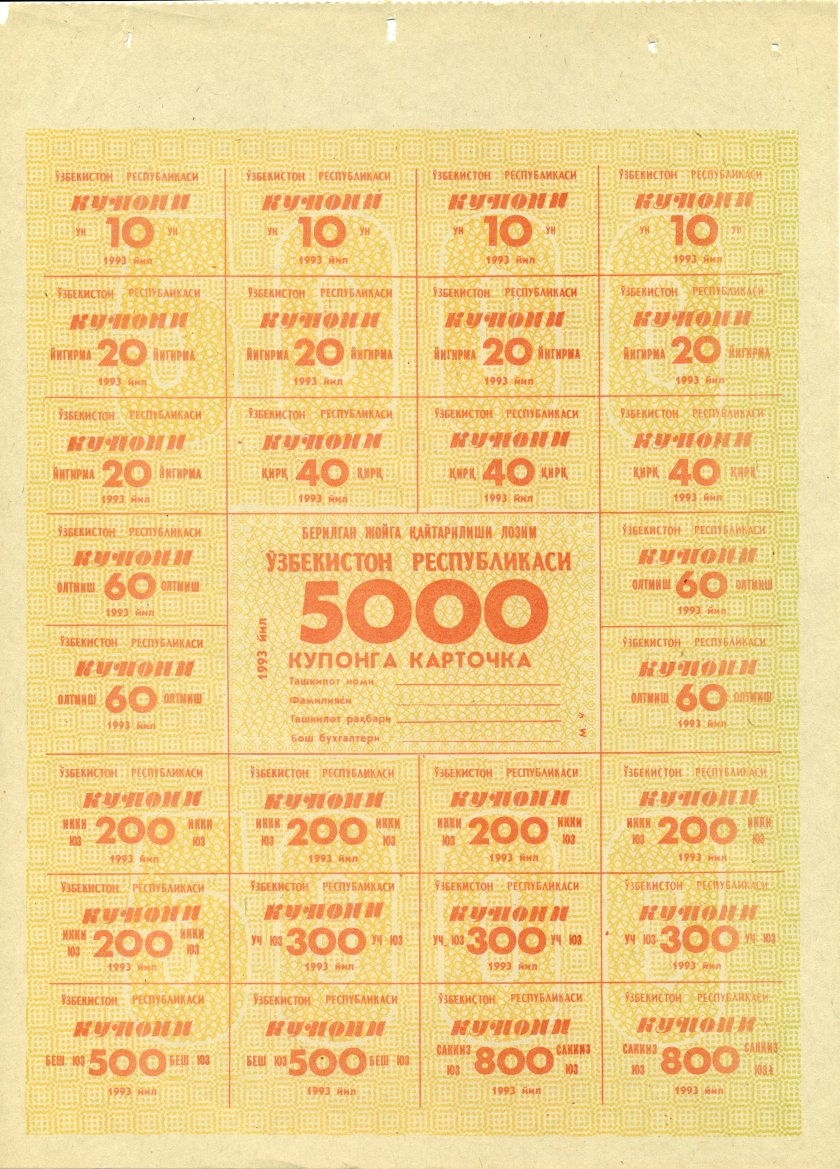
5000 рублей, 1993 год